# معركة تشيناجودرار
في 9 يناير 2020، هاجمت مجموعة كبيرة من تنظيم الدولة الإسلامية في الصحراء الكبرى قاعدة عسكرية نيجيرية في تشيناجودرار بمنطقة تيلابيري بالنيجر. لقد هاجموا موقعًا للجيش في تشيناجودرار، في غرب البلاد، في منطقة تيلابيري، على 8 ميل (13 كـم) من الحدود مع مالي، 130 ميل (210 كـم) شمال نيامي. تأكد مقتل 89 جنديا نيجريا على الأقل في الهجوم ويشتبه في سقوط المزيد من الضحايا لكن لم يتأكد بعد. كما قالت الحكومة النيجيرية إن 77 مسلحًا قتلوا.
اشتد التمرد الإسلامي في منطقة الساحل في أواخر عام 2010. جاء هذا الهجوم في أعقاب تلك المعارك التي وقعت في النيجر في 10 ديسمبر و25 ديسمبر.

## العواقب
أعلنت حكومة النيجر الحداد الوطني ثلاثة أيام بعد المعركة. أقال الرئيس النيجيري محمد يوسفو الجنرال أحمد محمد، قائد الجيش النيجيري، واستبدله باللواء ساليفو مودي.